# Kaiserpokal 1979
Der Kaiserpokal 1979 war die 59. Austragung des Kaiserpokals, des höchsten japanischen Fußballpokalwettbewerbs. Sieger des Wettbewerbs waren die Fujita Industries.

## Ergebnisse

### 1. Runde
|                                  | Ergebnis        |                               |
| -------------------------------- | --------------- | ----------------------------- |
| Gonohe City Hall                 | 0:3             | Toho Titanium                 |
| Nissan Motors                    | 2:1             | Kyushu-Sangyo-Universität     |
| Yanmar Club                      | 2:2 (4:2 i. E.) | Nippon Steel                  |
| Hitachi                          | 4:2             | Toyota Motors                 |
| Waseda-Universität               | 2:1             | Tanabe Pharmaceutical         |
| Landwirtschaftsuniversität Tokio | 0:1             | Teijin                        |
| Universität Tsukuba              | 3:1             | Universität Sapporo           |
| Mazda Auto Hiroshima             | 1:0             | Hokusetsu Kemaridan           |
| Universität Fukuoka              | 0:1             | Toyo Industries               |
| Nippon Kokan                     | 1:0             | Juntendō-Universität          |
| Nissei Plastic Industrial        | 0:4             | Furukawa Electric             |
| Honda Motors                     | 3:0             | Handelsuniversität Osaka Club |

### Achtelfinale
|                             | Ergebnis        |                     |
| --------------------------- | --------------- | ------------------- |
| Mitsubishi Heavy Industries | 3:0             | Toho Titanium       |
| Nissan Motors               | 2:3             | Yanmar Club         |
| Hitachi                     | 1:0             | Waseda-Universität  |
| Teijin                      | 0:7             | Yomiuri             |
| Fujita Industries           | 3:1             | Universität Tsukuba |
| Mazda Auto Hiroshima        | 0:5             | Toyo Industries     |
| Nippon Kokan                | 0:0 (4:5 i. E.) | Furukawa Electric   |
| Honda Motors                | 1:2             | Yanmar Diesel       |

### Viertelfinale
|                             | Ergebnis |                 |
| --------------------------- | -------- | --------------- |
| Mitsubishi Heavy Industries | 2:0      | Yanmar Club     |
| Hitachi                     | 4:0      | Yomiuri         |
| Fujita Industries           | 5:0      | Toyo Industries |
| Furukawa Electric           | 0:3      | Yanmar Diesel   |

### Halbfinale
|                             | Ergebnis |               |
| --------------------------- | -------- | ------------- |
| Mitsubishi Heavy Industries | 4:1      | Hitachi       |
| Fujita Industries           | 3:1      | Yanmar Diesel |

### Finale
|                             | Ergebnis |                   |
| --------------------------- | -------- | ----------------- |
| Mitsubishi Heavy Industries | 1:2      | Fujita Industries |